# سلیم رخ‌سفید
سلیم رخ‌سفید (نام علمی: Charadrius alexandrinus dealbatus) نام یک زیرگونه از گونه سلیم کوچک است.